# Richard Perle

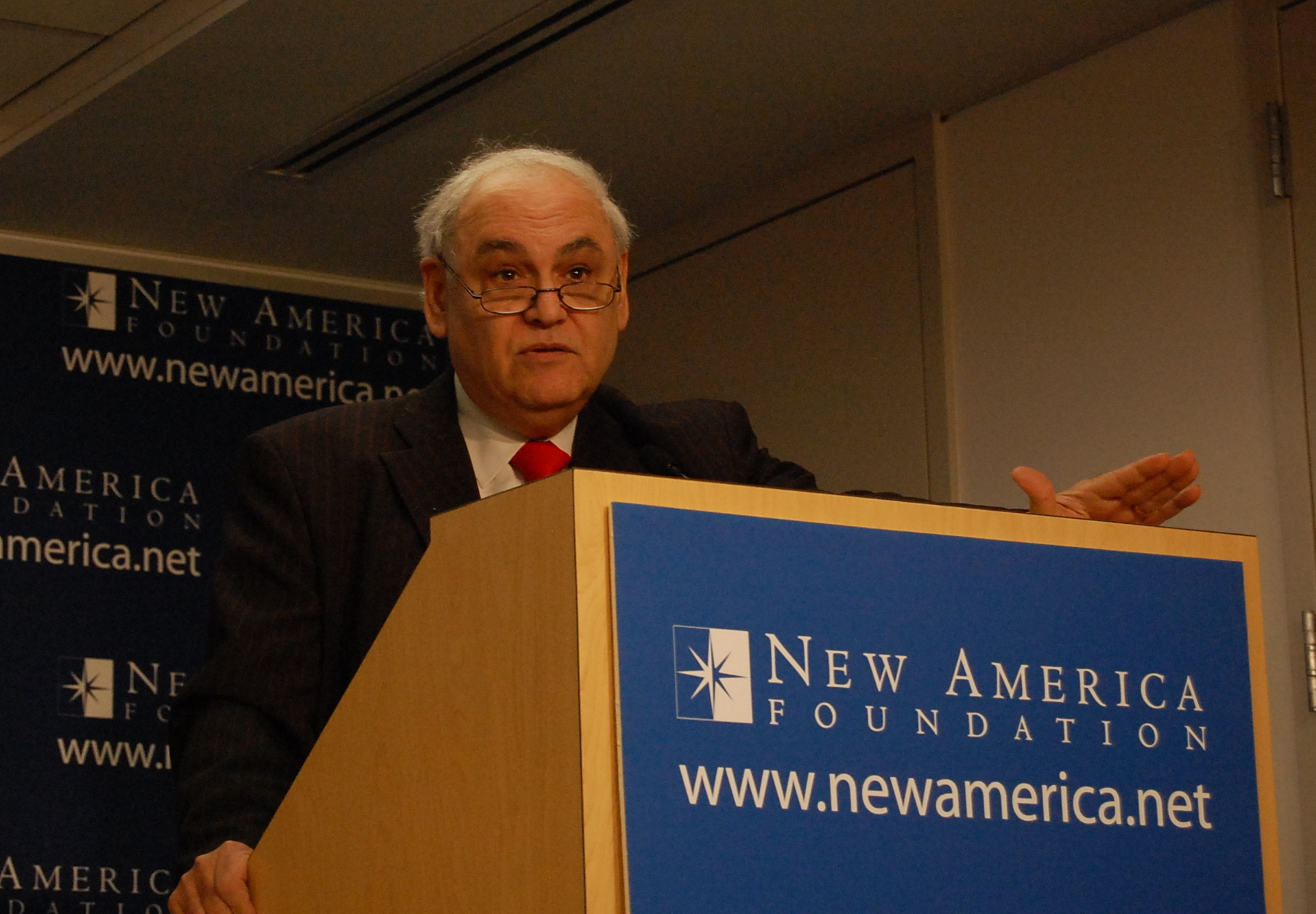
Richard Perle

Richard Perle, (ur. 16 września 1941) – amerykański politolog, publicysta, lobbysta.
Był zastępcą sekretarza obrony USA w administracji prezydenta Ronalda Reagana, doradcą prezydenta George'a W. Busha oraz wieloletnim doradcą Pentagonu.
Jest ekspertem neokonserwatywnych instytutów jak American Enterprise Institute (AEI), Project for the New American Century (PNAC), Center for Security Policy (CSP) czy Hudson Institute.
Współpracował z izraelskim Likudem, był przewodniczącym, a potem członkiem Rady Polityki Obronnej przy sekretarzu obrony.